# 자가형광

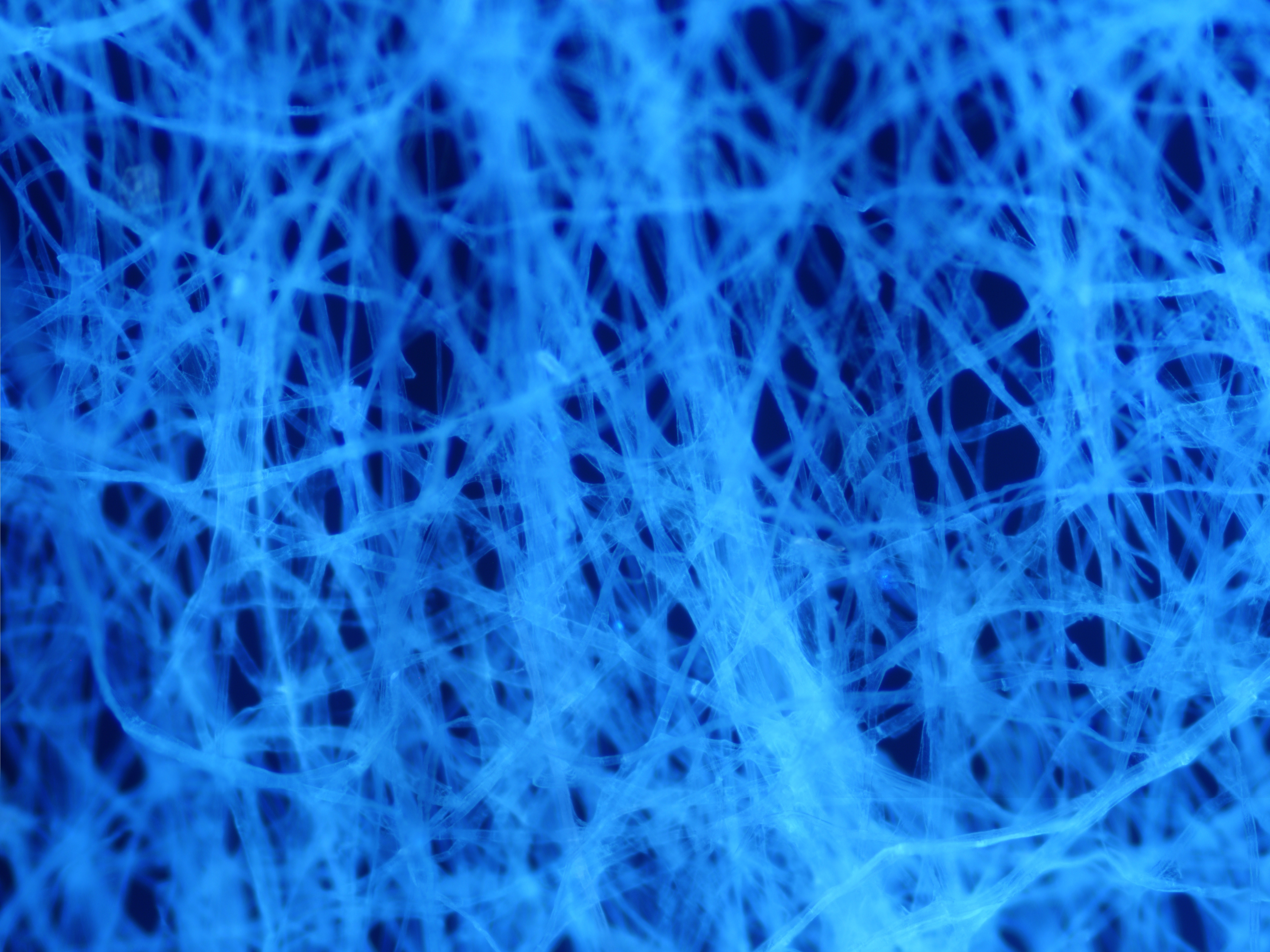
자외선 조명 하에서 종이 자가형광의 현미경 사진. 이 샘플의 개별 섬유는 직경이 약 10μm이다.

자가형광(autofluorescence)은 미토콘드리아, 리소좀과 같은 생물학적 구조가 빛을 흡수했을 때 자연적으로 빛을 방출하는 현상으로, 인공적으로 추가된 형광 표지(형광단)에서 발생하는 빛을 구별하는 데 사용된다.
가장 일반적으로 관찰되는 자가형광 분자는 니코틴아마이드 아데닌 다이뉴클레오타이드 인산(NADPH)과 플라빈이다. 세포외기질은 또한 콜라겐과 엘라스틴의 본질적인 특성으로 인해 자가형광에 기여할 수 있다.
일반적으로 트립토판, 티로신, 페닐알라닌 등의 아미노산의 양이 증가된 단백질은 어느 정도 자가형광을 나타낸다.
자가형광은 많은 종이와 직물에서 발견되는 비생물학적 물질에서도 발생한다. 미국 지폐의 자가형광은 진짜 화폐와 위조 화폐를 구별하는 수단으로 입증되었다.

## 같이 보기
- 인광